# Etienne Nillesen

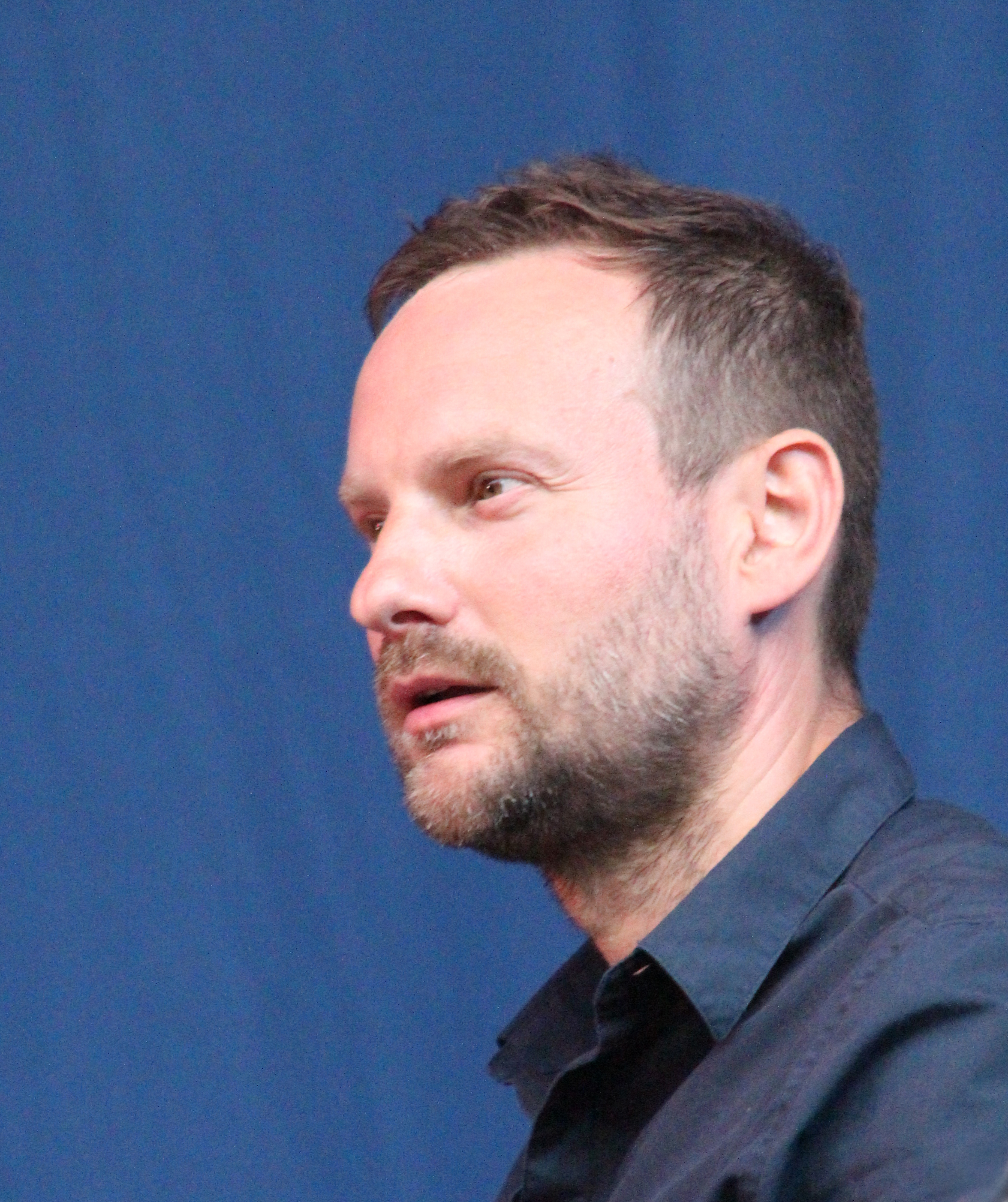
Etienne Nillesen (2018)

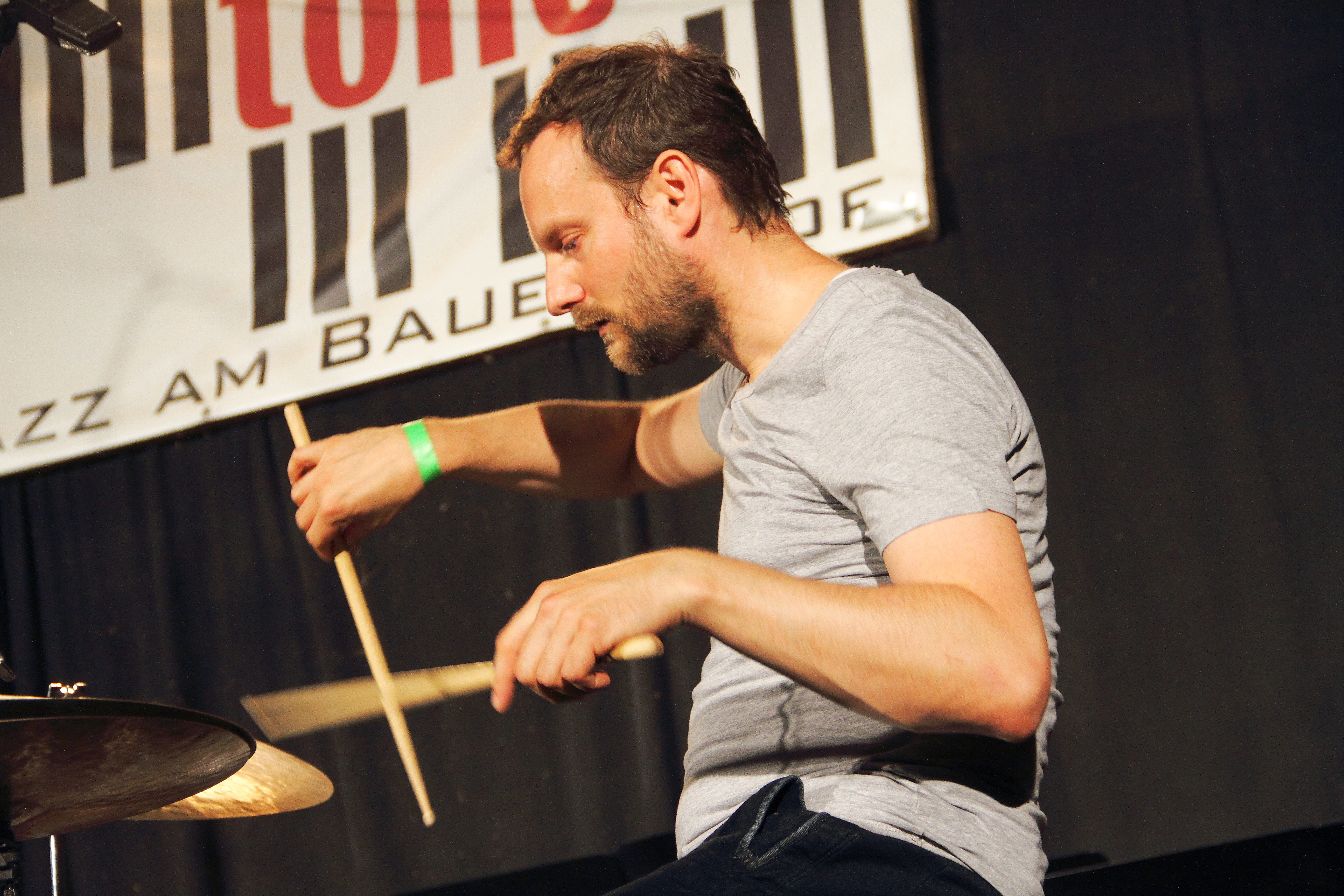
Mit dem Tobias Hoffmann Trio beim INNtöne Jazzfestival 2017

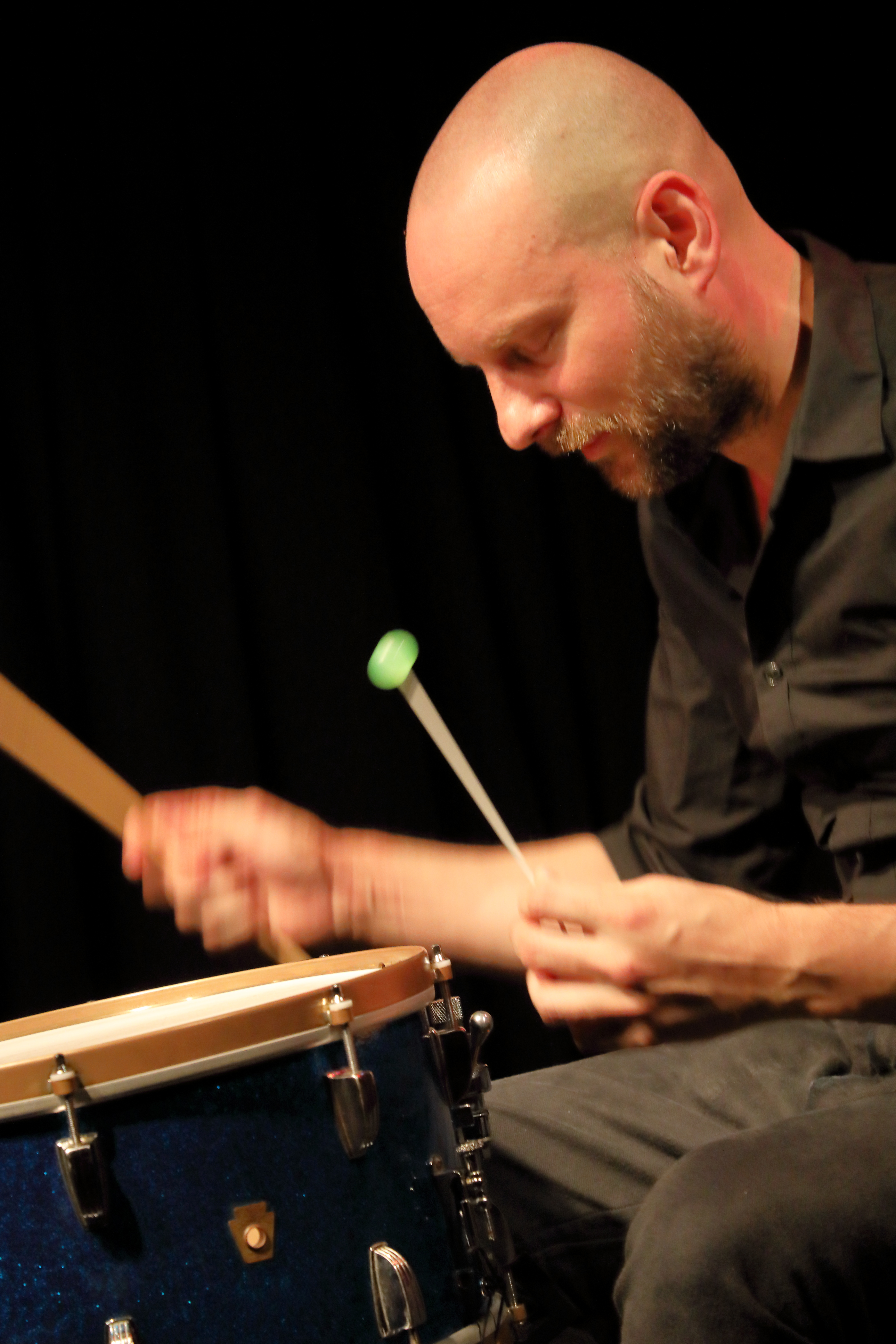
Etienne Nillesen an der präparierten Snare mit So Seet, 2020 im Club W71

Etienne Nillesen  ist ein niederländischer Jazz-Schlagzeuger, der in Köln lebt.

## Leben und Wirken
Nillesen, der sich in seinem Schlagzeugspiel auf Snaredrum beschränkt und dabei neben Drumsticks auch Spielzeug, Bögen und Glocken einsetzt, arbeitete in der europäischen Musikszene als Solist sowie mit Simon Nabatov, Sebastian Gramss, Carl Ludwig Hübsch, Ernst Reijseger, Frederik Köster, Rudi Mahall, Matthias Muche, Elisabeth Coudoux, Matthias Schriefl, Bram Stadhouders, Jeroen van Vliet, Shelley Hirsch, Wolter Wierbos,  Frank Gratkowski, Daniel Daemen und Philip Zoubek.  Nillesen unterrichtet Jazzschlagzeug und Improvisation am ArtEZ Konservatorium in Arnheim.

## Diskographische Hinweise
- Simin Tander: Wagma (Neuklang, 2011)
- Simin Tander:  Where Water Travels on (Jazzhaus Records 2013)
- Sebastian Gramss’ Fossile 3: 78 rpm (gligg records, 2013)
- Emißatett: qui-pro-quo-dis (Schraum, 2015), mit Elisabeth Fügemann, Matthias Muche, Philip Zoubek, Robert Landfermann
- Cajlan, Wissel, Nillesen: Fourtyfour Fiftythree (Creative Sources, 2019)
- Etienne Nillesen, Nicola L. Hein, Eve Risser, Magda Mayas, Marta Warelis: Piano Trialogues (Creative Sources, 2019)
- Debacker | Zwißler | Hübsch | Nillesen: Live at Mœrs Festival '2020 (Impakt, 2021)
- en (2024) solo